# Schizocarpum longisepalum
Schizocarpum longisepalum är en gurkväxtart som beskrevs av Charles Jeffrey. Schizocarpum longisepalum ingår i släktet Schizocarpum och familjen gurkväxter. Inga underarter finns listade i Catalogue of Life.